# Ali Haydar Konca
Ali Haydar Konca (* 1. Februar 1950 in Dağcılar, Varto) ist ein türkischer Politiker kurdischer Abstammung, der   vom 28. August 2015 – 22. September 2015 im Kabinett Davutoğlu II Europaminister  war. Er absolvierte sein Jurastudium an der Universität Ankara. Er ist Mitglied der linksgerichteten politischen Partei Demokratische Partei der Völker (HDP).